# Mabuya
Mabuya é um gênero de lagartos de cauda longa, encontrados na América do Sul, Central e Caraíbas. Anteriormente incluía espécies de Cabo Verde (agora no género Chioninia), sudeste da Ásia (agora no género Eutropis), e África (mudadas primeiro para o género Euprepis e posteriormente para Trachylepis). São principalmente carnívoros, embora muitos sejam onívoros.

## Espécies
São actualmente reconhecidas 9 espécies (Ver espécies anteriormente aqui colocadas em Chioninia, Eutropis e Euprepis ou Trachylepis:
- Mabuya cochonae HEDGES & CONN, 2012
- Mabuya desiradae HEDGES & CONN, 2012
- Mabuya dominicana GARMAN, 1887
- Mabuya grandisterrae HEDGES & CONN, 2012
- Mabuya guadeloupae HEDGES & CONN, 2012
- Mabuya hispaniolae HEDGES & CONN, 2012
- Mabuya mabouya (BONNATERRE, 1789)
- Mabuya montserratae HEDGES & CONN, 2012
- Mabuya parviterrae HEDGES, LORVELEC, BARRÉ, BERCHEL, COMBOT, VIDAL & PAVIS, 2016